# Bujor Hălmăgeanu
Bujor Hălmăgeanu (Temesvár, 1941. február 14. – 2018. november 23.) válogatott román labdarúgó, hátvéd, edző.

## Pályafutása

### Klubcsapatban
1954 és 1958 között a Victoria Timișoara korosztályos csapatában kezdte a labdarúgást. 1958 és 1961 között a Politehnica Timișoara játékosa volt. 1961-ben a Steaua București játékosa lett. Az 1964–65-ös idényben a Petrolul Ploiești csapatában szerepelt kölcsönben. A Steauával egy bajnoki és hat román kupagyőzelmet ért el. Az 1973–74-es idényben a Dinamo Slatina együttesében fejezte be az aktív labdarúgást.

### A válogatottban
1964 és 1972 között 22 alkalommal szerepelt a román válogatottban. Részt vett az 1964-es tokiói olimpián a csapattal.

### Edzőként
1988-ban az ASA Târgu Mureș, 1991-ben a Steaua București, 1994-ben a Dacia Unirea Brăila edzője volt.

## Sikerei, díjai
Steaua București
- Román bajnokság
  - bajnok: 1967–68
- Román kupa
  - győztes (6): 1961–62, 1965–66, 1966–67, 1968–69, 1969–70, 1970–71